# Liste der Stolpersteine in Nordenham
Die Liste der Stolpersteine in Nordenham enthält alle Stolpersteine, die im Rahmen des gleichnamigen Kunst-Projekts von Gunter Demnig in Nordenham verlegt wurden. Mit ihnen soll der Opfer des Nationalsozialismus gedacht werden, die in Nordenham lebten und wirkten. Bei einer Verlegung im September 2010 wurden insgesamt 24 Stolpersteine verlegt. (Stand: Juli 2019)

## Liste der Stolpersteine
| Bild | Person, Inschrift                                                                            | Adresse                                       | Verlegedatum  | Anmerkung |
| ---- | -------------------------------------------------------------------------------------------- | --------------------------------------------- | ------------- | --- |
|      | Hier wohnte David Jacobsohn Jg. 1881 Flucht 1938 Kolumbien überlebt                          | Am Salzendeich 19, Einswarden ·               | 26. Sep. 2010 | David Jacobsohn wurde am 28. November 1881 in Barenburg geboren. Er betrieb Am Salzendeich 19 in Einswarden ein Textilwarengeschäft und litt ab 1933 unter dem Judenboykott. 1937 musste er Haus und Geschäft verkaufen, danach zog er mit seiner Familie nach Bremen. Ende des Jahres 1938 gelang ihm mit seiner Frau und dem Sohn Erwin die Flucht nach Kolumbien. |
|      | Hier wohnte Thekla Jacobsohn geb. Katz Jg. 1880 Flucht 1938 Kolumbien überlebt               | Am Salzendeich 19, Einswarden ·               | 26. Sep. 2010 | Thekla Jacobsohn wurde 1880 als Thekla Katz geboren. Sie war mit David Jacobsohn verheiratet und hatte zwei Söhne. Ihr gelang Ende des Jahres 1938 mit der Familie die Flucht nach Kolumbien. |
|      | Hier wohnte Leopold Jacobsohn Jg. 1909 Flucht 1938 Kolumbien überlebt                        | Am Salzendeich 19, Einswarden ·               | 26. Sep. 2010 | Leopold Jacobsohn wurde 1909 als erster Sohn von David und Thekla Jacobsohn geboren. Er wanderte bereits 1937 nach Kolumbien aus und bereitete den Nachzug seiner Familie vor, die Ende 1938 ebenfalls nach Kolumbien flüchtete. |
|      | Hier wohnte Erwin Jacobsohn Jg. 1913 Flucht 1938 Kolumbien überlebt                          | Am Salzendeich 19, Einswarden ·               | 26. Sep. 2010 | Erwin Jacobsohn wurde 1913 als zweiter Sohn von David und Thekla Jacobsohn geboren. Er machte eine Ausbildung bei Karstadt in Bremen, das ihm den Ausbildungsvertrag trotz guter Leistungen kündigte, weil er Jude war. Ende des Jahres 1938 flüchtete er mit seinen Eltern nach Kolumbien zu seinem Bruder Leopold. |
|      | Hier wohnte Robert Löwy Jg. 1891 Flucht 1936 USA überlebt                                    | Bahnhofstraße 18 ·                            | 26. Sep. 2010 | Robert Löwy wurde im Jahr 1891 geboren. Er war mit Josephine Löwy verheiratet und hatte zwei Kinder. Als Herrenausstatter betrieb er ein Geschäft für Herrenbekleidung in Nordenham. Ab 1933 hatte er unter dem Judenboykott zu leiden, sodass er das Geschäft verkaufen musste. Mit seiner Frau Josephine und seinen Kindern wanderte er am 2. April 1936 in die USA aus. |
|      | Hier wohnte Josephine Löwy geb. Menke Jg. 1892 Flucht 1936 USA überlebt                      | Bahnhofstraße 18 ·                            | 26. Sep. 2010 | Josephine Löwy wurde 1892 als Josephine Menke geboren. Sie war mit Robert Löwy verheiratet und hatte mit ihm zwei Kinder. 1936 gelang ihr mit der Familie die Flucht in die USA. |
|      | Hier wohnte Susanne Löwy Jg. 1922 Flucht 1936 USA überlebt                                   | Bahnhofstraße 18 ·                            | 26. Sep. 2010 | Susanne Löwy wurde 1922 als Tochter von Robert und Josephine Löwy geboren. Mit der Familie flüchtete sie 1936 in die USA. |
|      | Hier wohnte Paul Löwy Jg. 1932 Flucht 1936 USA überlebt                                      | Bahnhofstraße 18 ·                            | 26. Sep. 2010 | Paul Löwy wurde 1932 als Sohn von Robert und Josephine Löwy geboren. Mit der Familie gelang 1936 die Flucht in die USA, da war er vier Jahre alt. |
|      | Hier wohnte Paul Stoppelmann Jg. 1887 deportiert ermordet 1942 in Auschwitz                  | Bahnhofstraße Ecke Friedrich-Ebert-Straße 2 · | 26. Sep. 2010 | Pour (Paul) Hartog Stoppelman wurde am 23. Juli 1887 in Oude Pekela in den Niederlanden geboren. Er war mit Friederike Stoppelman verheiratet und hatte zwei Kinder. In Nordenham betrieb er ein Geschäft für Textilien. Nach dem Judenboykott und weiteren Repressalien verließ er Nordenham und floh mit seiner Familie nach Groningen. Von Westerbork aus wurde er deportiert und am 8. Oktober 1942 im Vernichtungslager Auschwitz ermordet. |
|      | Hier wohnte Frederieke Stoppelmann geb. Pinto Jg. 1900 deportiert ermordet 1942 in Auschwitz | Bahnhofstraße Ecke Friedrich-Ebert-Straße 2 · | 26. Sep. 2010 | Friederike Stoppelman wurde am 1. Dezember 1900 als Tochter von Emanuel Pinto in Leer geboren und lebte dort bis mindestens 1910. In Nordenham war sie mit Paul Stoppelman verheiratet und hatte zwei Kinder. Sie flüchtete in die Niederlande und war im Sammellager Westerbork interniert. Von dort aus wurde sie 1942 in das Vernichtungslager Auschwitz deportiert, wo sie am 8. Oktober 1942 ermordet und später für tot erklärt wurde. |
|      | Hier wohnte Eugen Stoppelmann Jg. 1920 deportiert Auschwitz überlebt                         | Bahnhofstraße Ecke Friedrich-Ebert-Straße 2 · | 26. Sep. 2010 | Eugen Stoppelman wurde 19. November 1920 als Sohn von Paul und Friederike Stoppelman in Nordenham geboren. Er wurde am 5. Oktober 1942 von Westerbork in Richtung KZ Auschwitz deportiert und musste Zwangsarbeit in der Kosel-Gruppe leisten, zuletzt für die Heinkel-Werke, überlebte aber als einziger seiner Familie den Holocaust. Nach seiner Befreiung und Rückkehr arbeitete er bei einem Maschinenhandel in Amsterdam. Am 20. Juli 1980 starb er in Amsterdam an Krebs. |
|      | Hier wohnte Emil Stoppelmann Jg. 1923 verhaftet ermordet 1945 in Buchenwald                  | Bahnhofstraße Ecke Friedrich-Ebert-Straße 2 · | 26. Sep. 2010 | Emil Stoppelman wurde am 1. März 1923 als Sohn von Paul und Friederike Stoppelman in Atens (Nordenham) geboren und wohnte zuletzt in Heßloch. Er flüchtete in die Niederlande und war dann im KZ Groß-Rosen, von dem aus er am 10. Februar 1945 in das KZ Buchenwald deportiert wurde. Er starb dort am 22. oder 23. Februar 1945. |
|      | Hier wohnte Adalbert Meyer Jg. 1899 Flucht 1939 Kuba überlebt                                | Friedrich-Ebert-Straße 14 ·                   | 26. Sep. 2010 | Adalbert Meyer wurde am 16. März 1899 in Oldenburg geboren. Er war mit Leontine Meyer, einer als „arisch“ geltenden Frau, verheiratet und betrieb in Nordenham das „Butjadinger Bekleidungshaus“. Während der Novemberpogrome 1938 wurde er verhaftet und am 11. November 1938 in das KZ Sachsenhausen gebracht. Nach seiner Freilassung wollte er am 12. Mai 1939 mit der St. Louis nach Kuba auswandern, was wegen der Irrfahrt der St. Louis jedoch nicht gelang. Von Brüssel aus gelangte er nach Frankreich und war im Lager Saint Cyprien interniert. Erst 1941 gelang ihm die Flucht in die USA zu seiner Frau und der Tochter. Er starb 1960 in Chicago.                                                                                                 |
|      | Hier wohnte Leontine Meyer geb. Celis Jg. 1901 Flucht 1939 Kuba überlebt                     | Friedrich-Ebert-Straße 14 ·                   | 26. Sep. 2010 | Leontine (Nadja) Meyer wurde am 1. Januar 1901 als Leontine Celis in Boechout geboren. Sie war mit Adalbert Meyer verheiratet und hatte eine Tochter. Nach den Novemberpogromen 1938 wurde sie verhaftet und am 10. November 1938 wieder entlassen. Am gleichen Tag musste sie einem SA-Truppführer ihr gesamtes Bargeld übergeben. Noch 1938 zog sie nach Oldenburg. Am 12. Januar 1939 gelang ihr mit ihrer Tochter die Flucht mit dem Schiff New York von Bremen nach New York. Sie starb 1960 in Chicago. |
|      | Hier wohnte Renate Meyer Jg. 1930 Flucht 1939 Kuba überlebt                                  | Friedrich-Ebert-Straße 14 ·                   | 26. Sep. 2010 | Renate Meyer wurde am 10. Juli 1930 als Tochter von Albert und Leontine Meyer in Oldenburg geboren. Sie wurde am 10. November 1938 verhaftet und wieder entlassen. Am 1. Dezember 1938 zog sie mit der Mutter nach Oldenburg und ging auf die jüdische Volksschule. Am 12. Januar 1939 gelang ihr mit ihrer Mutter die Flucht ab Bremen nach New York. |
|      | Hier wohnte Walter Friedmann Jg. 1899 deportiert Auschwitz ermordet                          | Friedrich-Ebert-Straße 14 ·                   | 26. Sep. 2010 | Walter Friedmann wurde am 12. September 1899 in Orsoy geboren. Er war Angestellter des Geschäftes von Adalbert Meyer und wohnte bei der Familie im Haus. Am 10. November 1938 wurde er nach den Novemberpogromen verhaftet und in das KZ Sachsenhausen verschleppt, wo er am 29. Dezember 1938 entlassen wurde. Danach zog er nach Moers. Am 18. Juni 1939 flüchtete er nach Belgien und war im Mai 1940 im Internierungslager Saint Cyprien, danach im Sammellager Drancy interniert. Am 14. August 1942 wurde er in das Vernichtungslager Auschwitz deportiert. |
|      | Hier wohnte Louis Pinto Jg. 1883 deportiert ermordet in Auschwitz                            | Hafenstraße 13 ·                              | 26. Sep. 2010 | Louis Pinto wurde am 13. Januar 1883 in Groningen geboren. Er lebte in Nordenham, flüchtete aber mit der Familie in die Niederlande. Ab dem Internierungslager Westerbork wurde er 1942 in das Vernichtungslager Auschwitz deportiert und am 19. Oktober 1942 ermordet. |
|      | Hier wohnte Rosa Pinto geb. Stoppelmann Jg. 1885 deportiert ermordet in Auschwitz            | Hafenstraße 13 ·                              | 26. Sep. 2010 | Rosa Pinto wurde am 3. August 1885 als Rosa Stoppelmann in Oude Pekela in den Niederlanden geboren. Sie lebte in Nordenham, flüchtete dann aber in die Niederlande. 1943 wurde sie in das Vernichtungslager Auschwitz deportiert und am 1. Februar 1943 ermordet. |
|      | Hier wohnte Erich Pinto Jg. 1914 deportiert ermordet in Auschwitz                            | Hafenstraße 13 ·                              | 26. Sep. 2010 | Erich Pinto wurde am 31. März 1914 in Atens (Nordenham) geboren. Am 23. Dezember 1938 flüchtete er in die Niederlande. 1942 wurde er in das Vernichtungslager Auschwitz deportiert und dort am 24. August 1942 ermordet. |
|      | Hier wohnte Adolf Oss Jg. 1873 deportiert ermordet 1943 in Theresienstadt                    | Walther-Rathenau-Straße 208 ·                 | 26. Sep. 2010 | Adolf Oss wurde am 1. Januar 1873 in Stotel geboren. Seit 24. August 1902 war er mit Emma Oss verheiratet. Von 1914 bis 1930 lebte er in Oldenburg und zog dann nach Nordenham. Am 27. Oktober 1938 zog er zurück nach Oldenburg. Während der Novemberpogrome 1938 wurde er im Gerichtsgefängnis Oldenburg in „Schutzhaft“ genommen und am 11. November 1938 in das KZ Sachsenhausen deportiert, wo er bis zum 22. November 1938 inhaftiert blieb. Danach wohnte er in Heiligenhaus und zuletzt in Hamburg. Am 15. Juli 1942 wurde er mit Transport VI/1 von Hamburg in das Ghetto Theresienstadt deportiert, wo er am 21. Juni 1943 starb. |
|      | Hier wohnte Emma Oss geb. Ronneburg Jg. 1874 deportiert ermordet 1943 in Theresienstadt      | Walther-Rathenau-Straße 208 ·                 | 26. Sep. 2010 | Emma Oss wurde am 11. Juli 1874 als Emma Ronneberg in Hildesheim geboren. Seit 1902 war sie mit Adolf Oss verheiratet und lebte mit ihm von 1914 bis 1930 in Oldenburg. Danach zog sie mit ihrem Mann nach Nordenham. Im November 1941 musste sie aus dem katholischen Altersheim Nordenham in das Jüdische Altersheim Schüttingstraße 13 nach Varel umziehen. Am 23. Juli 1942 wurde sie mit Transport VIII/1 über Hannover in das Ghetto Theresienstadt deportiert, wo sie am 13. September 1943 ermordet wurde. |
|      | Hier wohnte Emanuel Pinto Jg. 1875 deportiert ermordet in Sobibor                            | Wilhelmstraße 16 ·                            | 26. Sep. 2010 | Emanuel Pinto wurde am 4. Februar 1875 in Oude Pekela in den Niederlanden geboren. Er war seit 1898 mit Mirjam Pinto verheiratet, lebte mit ihr in der Wilhelmstraße 41 in Leer und hatte zwei Kinder. In Nordenham betrieb er einen Milchhandel, hatte aber ab 1933 unter dem Judenboykott zu leiden. Ab 14. August 1935 war er wegen angeblichen Betruges in Untersuchungshaft, ab 12. November 1935 in Oldenburg. Nach einer Verurteilung war er vom 24. November 1935 bis zum 12. Februar 1936 in Haft und wurde dann in die Niederlande abgeschoben. Er lebte dann in Groningen. Nach der Internierung im Sammellager Westerbork wurde er am 17. März 1943 in das Vernichtungslager Sobibor deportiert und kurz nach der Ankunft am 20. März 1943 ermordet. |
|      | Hier wohnte Mirjam Pinto geb. de Vries Jg. 1869 deportiert ermordet in Sobibor               | Wilhelmstraße 16 ·                            | 26. Sep. 2010 | Mirjam Pinto wurde am 15. November 1868 als Mirjam de Vries in Leer geboren. Sie war seit 1898 mit Emanuel Pinto verheiratet und hatte zwei Kinder. Nach 1910 zogen sie nach Nordenham. 1935 flüchtete sie in die Niederlande, wo sie am 18. September 1939 in Groningen starb. |
|      | Hier wohnte Elimar Pinto Jg. 1899 deportiert ermordet in Auschwitz                           | Wilhelmstraße 16 ·                            | 26. Sep. 2010 | Elimar Pinto wurde am 23. Oktober 1899 als Sohn von Emanuel und Mirjam Pinto in Leer geboren, Friederike Stoppelman war seine Schwester. Er flüchtete 1935 in die Niederlande, wurde dann 1942 ab dem Internierungslager Westerbork in das KZ Auschwitz deportiert. Der Deportationszug stoppte 80 km vor Auschwitz und alle arbeitsfähigen Männer mussten aussteigen. Elimar Pinko musste in der Kosel-Gruppe Zwangsarbeit im Stahlwerk Malapane verrichten. Er starb dabei und wurde in einem Massengrab für Zwangsarbeiter beerdigt. Im Oktober 1989 wurde dort ein Gedenkstein enthüllt, der auch den Namen von Elimar Pinko trägt. |

## Verlegungen
- 26. September 2010: 24 Stolpersteine an sieben Adressen[29][30]